# Chiesa dell'Immacolata Concezione al Capo
La chiesa dell'Immacolata Concezione è una chiesa di Palermo, costruita in stile barocco e sita nel quartiere Capo, a poca distanza da Porta Carini.

## Storia
La chiesa sorge nel cuore dello storico mercato palermitano del Capo. In passato faceva parte dell'omonimo monastero benedettino costruito nel 1576 per volere della nobildonna Laura Imbarbara, vedova senza figli di don Sigismondo Ventimiglia (il suo sarcofago è tuttora custodito all'interno della chiesa). A stimolare l'edificazione del monastero vi furono gli eventi che si svolsero a Palermo nel 1575. In quell'anno la città fu colpita da un'epidemia di peste ed il popolo invocò la Vergine, insieme ai santi "contra pestem" Rocco e Sebastiano. L'invocazione a Maria e le predicazioni congiunte dei francescani e dei gesuiti costituirono i presupposti per la fondazione del monastero.

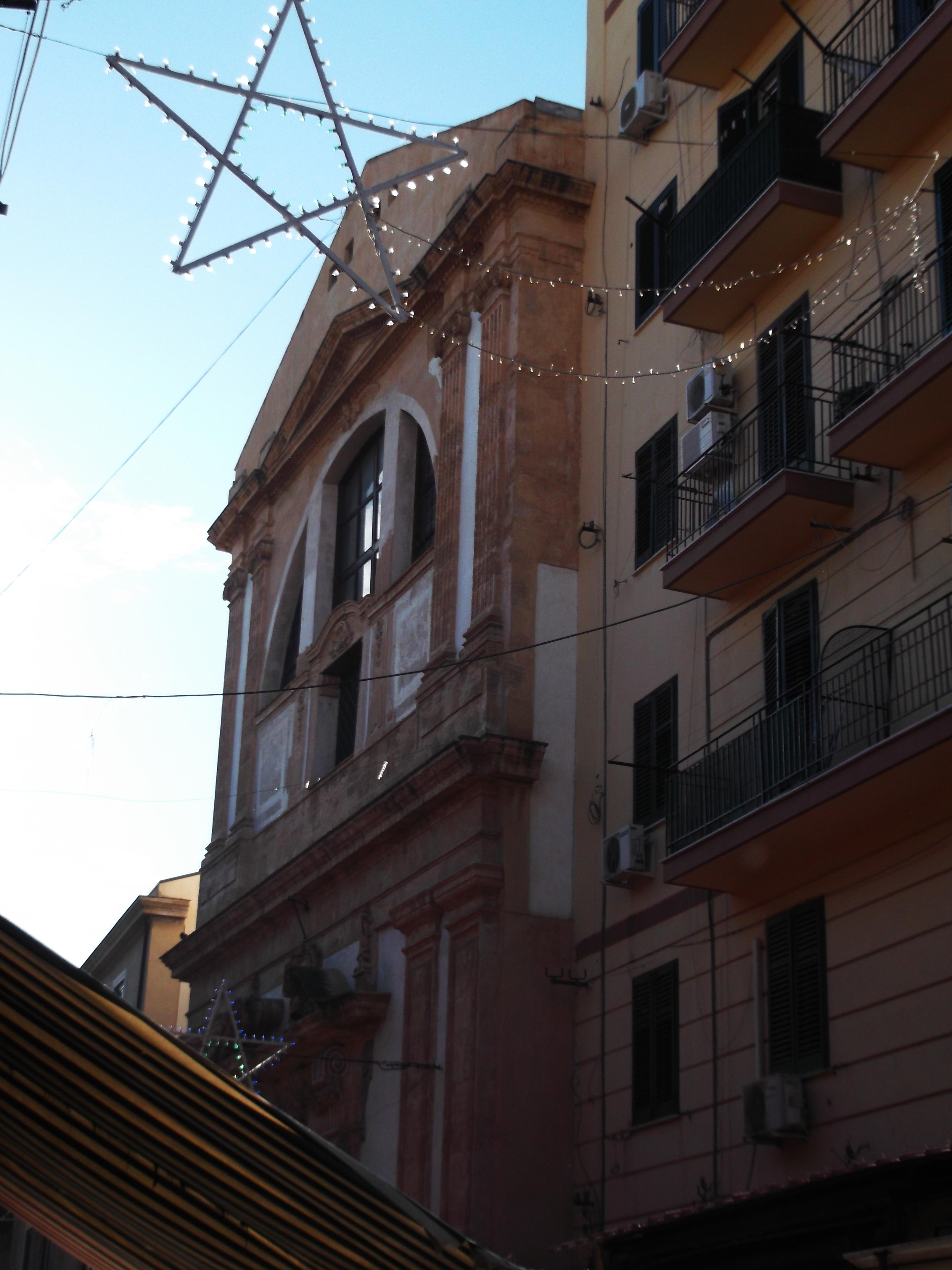
Scorcio della facciata

Da tempo Laura Imbarbara desiderava fondare un istituto femminile a cui donare tutti i suoi beni e voleva che esso seguisse la regola francescana. Tuttavia, il gesuita Giovanni Antonio Sardo persuase la nobildonna ad adottare la regola benedettina. In quegli anni, infatti, i gesuiti erano impegnati nella gestione del monastero benedettino dell'Origlione ed avevano incontrato diversi problemi. La fondazione del monastero dell'Immacolata gli diede la possibilità di staccare una parte della comunità dell'Origlione e dirigerla verso il nuovo monastero. Fu così che la badessa dell'Origlione, Benedetta Reggio, inviò 12 suore nel monastero fondato dall'Imbarbara e ne divenne a sua volta badessa. Qui morì nel 1612.
L'avvio dei lavori di costruzione della chiesa si concretizzò nel 1604, sulla base del progetto architettonico di Antonio Muttone e sotto la supervisione del regio architetto ed ingegnere militare Orazio Lo Nobile. La costruzione fu conclusa nel 1612, tuttavia il completamento effettivo dell'edificio richiese più di 100 anni di lavori e la notevole cifra di 80.000 scudi d'oro. I lavori finirono solo nel 1740 con la decorazione a fresco del soffitto realizzata da Olivio Sozzi.
Nel 1866, a causa del vento anticlericale seguito all'Unità d'Italia, il monastero fu confiscato e convertito in sanatorio. Nel 1932 fu demolito insieme al Bastione d'Aragona per lasciare spazio all'odierno Palazzo di Giustizia. La chiesa fu risparmiata, mentre gli ultimi resti del monastero furono distrutti nel 1943 a causa dei bombardamenti alleati.
Nella chiesa si venera la Madonna delle Grazie, alla quale è dedicata una grande festa che si svolge in maggio lungo i vicoli del quartiere, con una processione organizzata dall'omonima confraternita fondata nel 1887.

## Descrizione

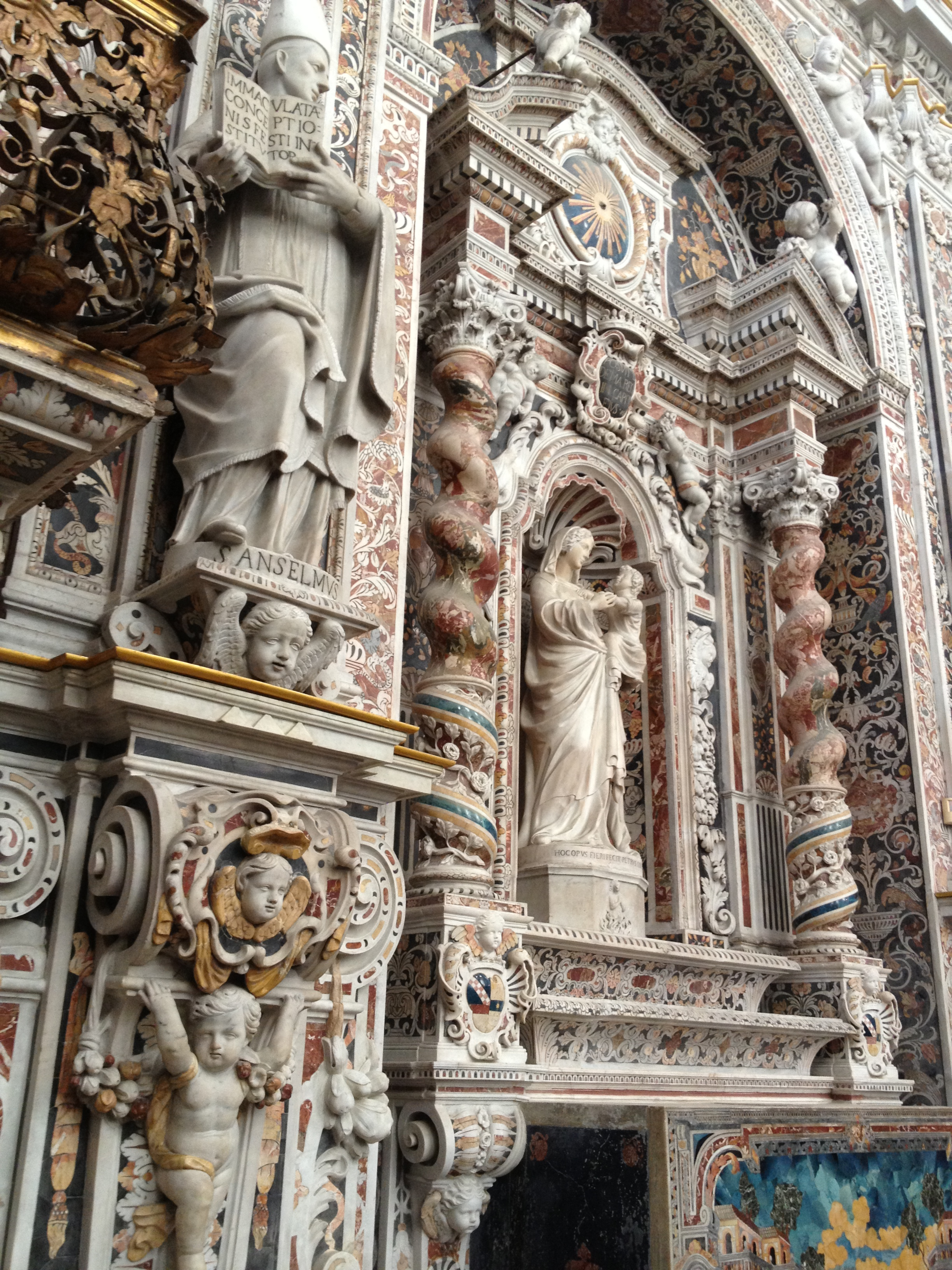
Marmi policromi

La facciata esterna della chiesa appare particolarmente severa, secondo i canoni tipici del primo barocco romano. L'Amato dirige anche le modifiche al prospetto con l'apertura del finestrone semicircolare. Il portale barocco in pietra, con il timpano spezzato raccolto in volute, sotto la cornice a rilievo, la testa di un angiolino dalla quale si dipartono due festoni. L'interno è strutturato ad unica navata con impostazione spaziale rinascimentale. L'interno dell'edificio si fa notare per la ricchissima decorazione marmorea policroma. La controfacciata è animata dal pregiato coro delle monache di clausura, sostenuto da quattro colonne binate di marmo del Monte Billiemi, opera degli affermati architetti Giacomo Amato e Gaetano Lazzara.
I due coretti laterali hanno preziose ringhiere in ferro battuto dorato. Gli organi sono impreziositi da opere scultoree lignee del XVIII secolo rivestite con oro zecchino, le due statuette rispettivamente la Vergine Assunta e San Benedetto. Nel coro e sottocoro tra gli affreschi spiccano le raffigurazioni di San Benedetto e della sorella Santa Scolastica.
Le pareti interne sono interamente ricoperte, fino alla cornice, da una pregevole decorazione a marmi mischi e tramischi. Il soffitto a botte è decorato da stucchi dorati e dall'affresco intitolato "Il Trionfo degli Ordini religiosi", realizzato da Olivio Sozzi nel 1740 circa, nei pennacchi sono le effigi dei Padri fondatori degli Ordini religiosi, il riquadro Giuditta e Oloferne sovrasta l'arco del presbiterio, sulla volta Le Virtù cardinali uccidono il serpente.

### Parete destra

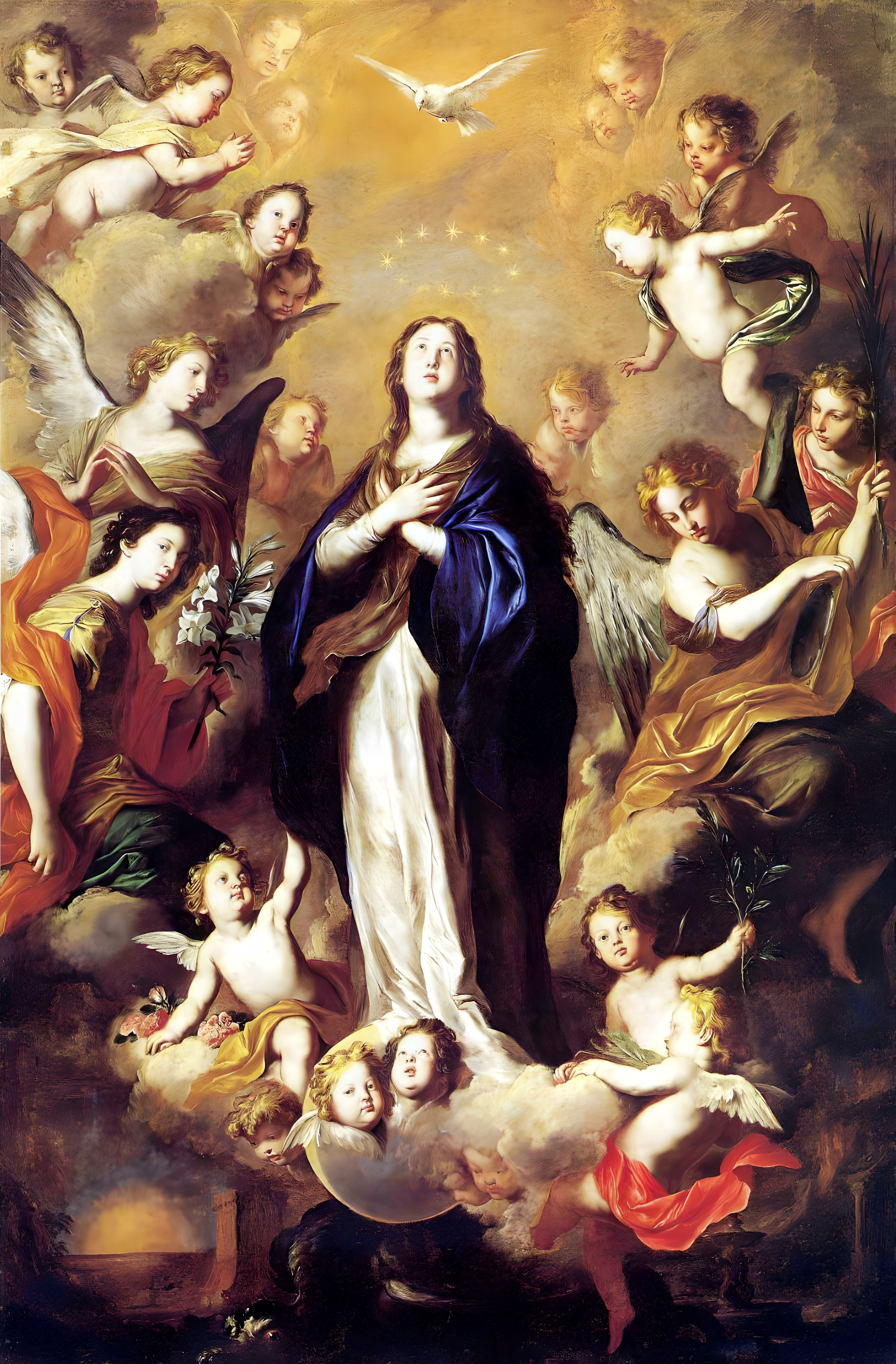
Pietro Novelli, Immacolata Concezione.

Sulle pareti laterali si trovano quattro cappelle, quelle più vicine all'ingresso sono ornate da colonne tortili con intarsi in marmi nei basamenti, pietre preziose, paliotti magnifici e animati decori marmorei e in stucco. Un tripudio di riccioli e volute, cornici e modanature, decori floreali e ghirlande fitoformi, foglie d'acanto e gigli stilizzati, uva e intrecci di pampini di vite, capitelli e rilievi, dischi lapidei e cartigli marmorei, cimase traboccanti di sculture e steli monumentali, riflessi e simmetrie, prospetti scenografici e teatrini intarsiati, simboli figurati e allegorie occulte, delfini e mostri marini, conchiglie e crostacei, leoni e musici, esempi teologi e avvenimenti storici, vasi con fiori e frutta traboccante, baldacchini e frange, pinnacoli e nappe.
- Prima campata: Cappella di Santa Rosalia. Altare con statua marmorea di Santa Rosalia fra colonne tortili e splendido paliotto prospettico a decoro della mensa. Giovan Battista Firrera e Nicastro Di Giovanni raffigurano al centro la santa nell'eremo. Sono presenti le statue di San Pier Damiani e Sant'Idelfonso.[10]
- Vano ospitante la statua della Madonna della Mercede del XVII secolo, pregevole scultura attribuita a Vincenzo Guercio. Sopra il cornicione con stemma centrale, la nicchia con la statua di San Francesco Saverio.[10]
- Seconda campata: Cappella di San Benedetto. Altare dominato da una grande tela di San Benedetto di Norcia, opera di Giuseppe Velasco del 1775, raffigurante il monaco che ordina la distruzione degli idoli.[1] Domenico Magrì e Filippo D'Edia realizzano un paliotto di stile orientaleggiante, tema Il Trionfo di San Benedetto. Statue di San Sergio e San Bemba.[11]

### Parete sinistra

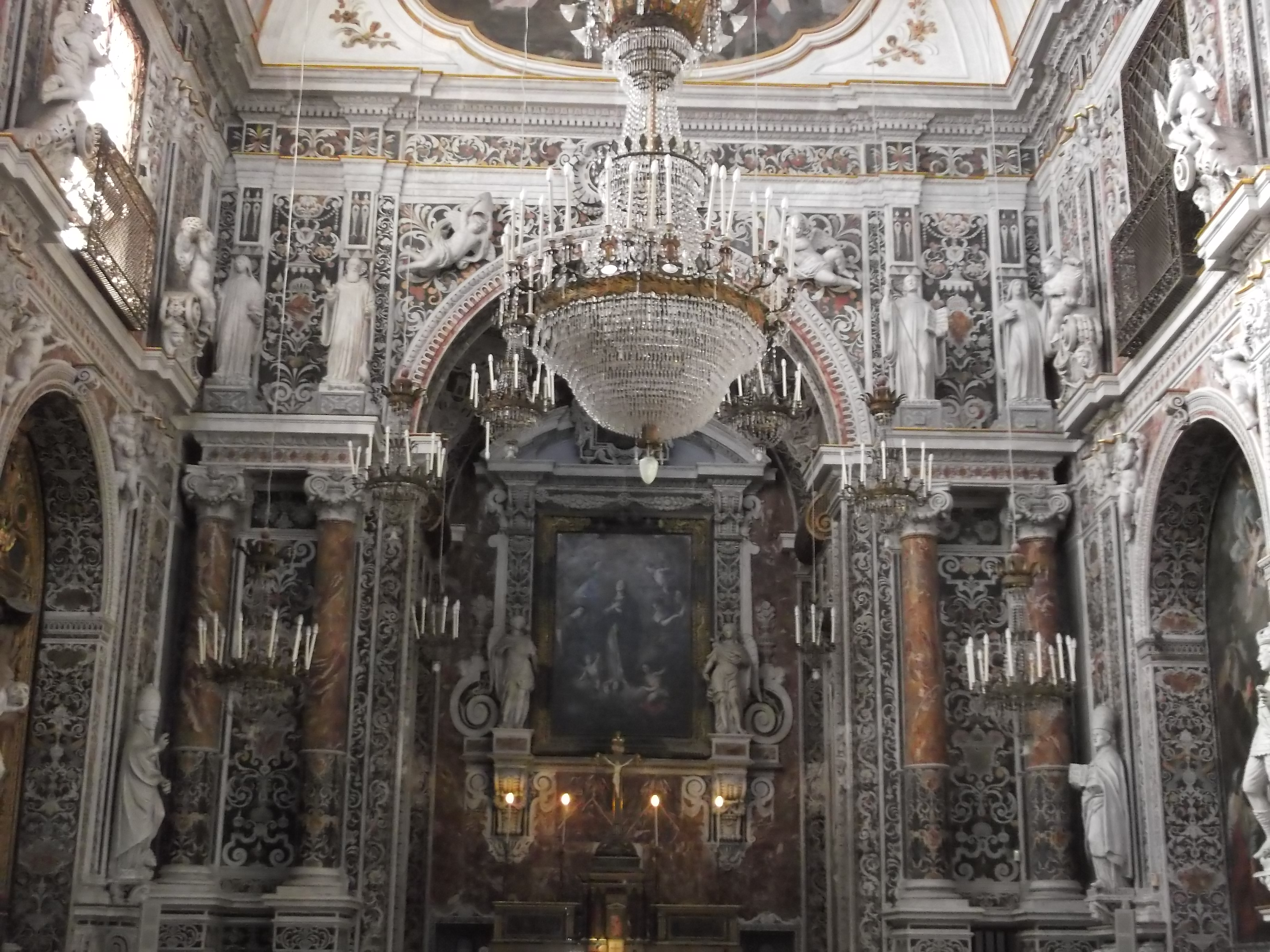
Altare maggiore.

- Prima campata: Cappella della Madonna Libera Inferni. Sull'altare l'opera attribuita a Vincenzo Guercio o Gaspare Guercio Madonna Libera Inferni del 1635 fra splendide colonne tortili. Nicastro Di Giovanni e Giovan Battista Firrera realizzano il paliotto con tema centrale Fuga in Egitto. Ai lati le statue di Sant'Anselmo[non chiaro] e Sant'Umberto.[11]
- Vano ospitante la statua della Madonna delle Grazie del 1888. Sopra il cornicione con stemma centrale, la nicchia con la statua di Sant'Ignazio Loyola.[11]
- Seconda campata: Cappella del Crocifisso. Altare reliquiario e Crocifisso ligneo. Domenico Magrì e Filippo D'Edia sono gli autori del paliotto dal tema La Fonte della Vita. Ai lati sono presenti le statue di Sant'Agatone e San Lotario Imperatore.[11]

### Presbiterio

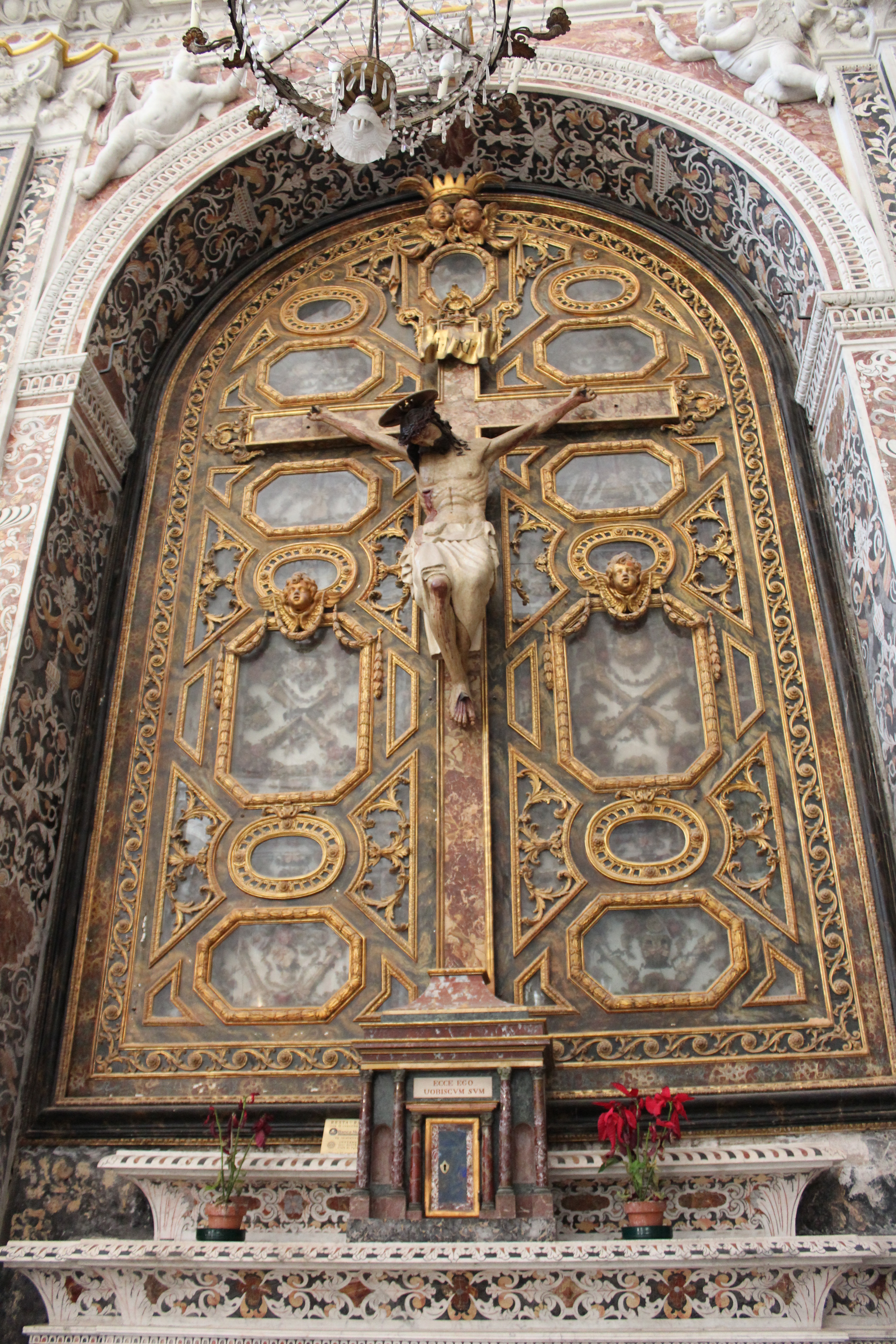
Crocifisso reliquiario.

Il presbiterio è introdotto da un maestoso arco trionfale affiancato da coppie di colonne; sull'altare maggiore si trova la tela raffigurante l'Immacolata Concezione del 1637 opera del famoso pittore monrealese Pietro Novelli e un tabernacolo d'argento, che, al fine di valorizzare la sua opera, realizzò anche il cupolino ottagonale con raffigurazioni degli Evangelisti e putti, che copre il vano presbiterale. L'interno della chiesa è dotato anche di quattro pregiati paliotti ad intarsio marmoreo policromo. Alcune delle statue e degli apparati decorativi sono opere degli scultori Carlo D'Aprile e Luigi Gerace. Sulla trabeazione: Santa Scolastica e San Benedetto, San Mauro e Santa Geltrude.

## Monastero benedettino dell'Immacolata Concezione
- 1576, Insediamento delle monache nella nuova struttura.[1][13][14]

Nel 1789 il baluardo di Porta Carini fu acquistato dalle religiose che lo utilizzarono come belvedere, ambiente ricreativo e svago.

## Confraternita della Madonna delle Grazie
- 1887, Fondazione della Confraternita della Madonna delle Grazie.

## Festività
- "Madonna delle Grazie". Considerata protettrice del quartiere è festeggiata la terza domenica di maggio e il fercolo del 1888 portato in processione dai membri della Confraternita fondata nel 1887.
- "Madonna del Lume".
- "Madonna della Mercede" o "Madonna della Misericordia" localmente "Madonna dâ Miccè ô Capu".

## Galleria d'immagini

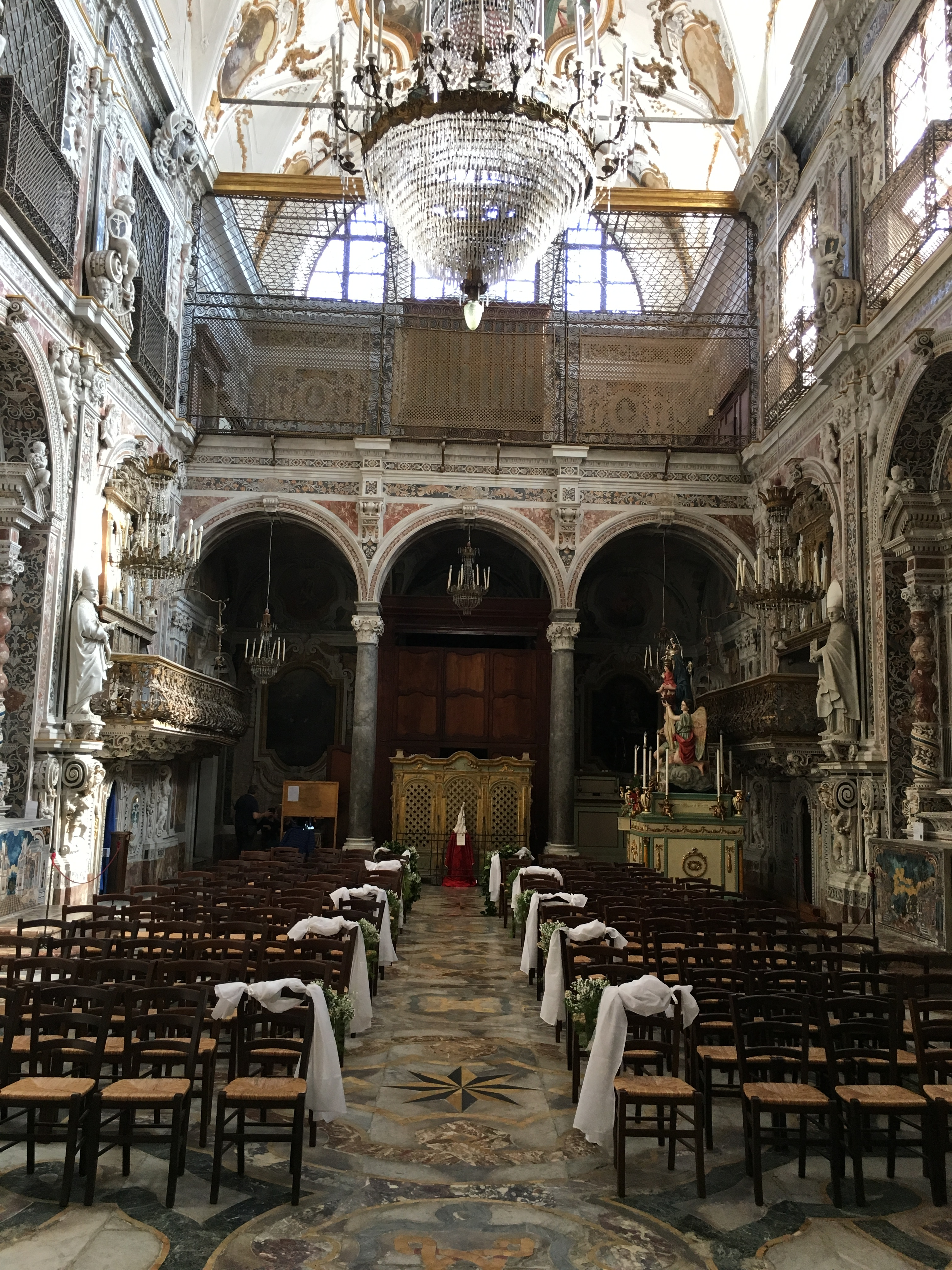
Controfacciata
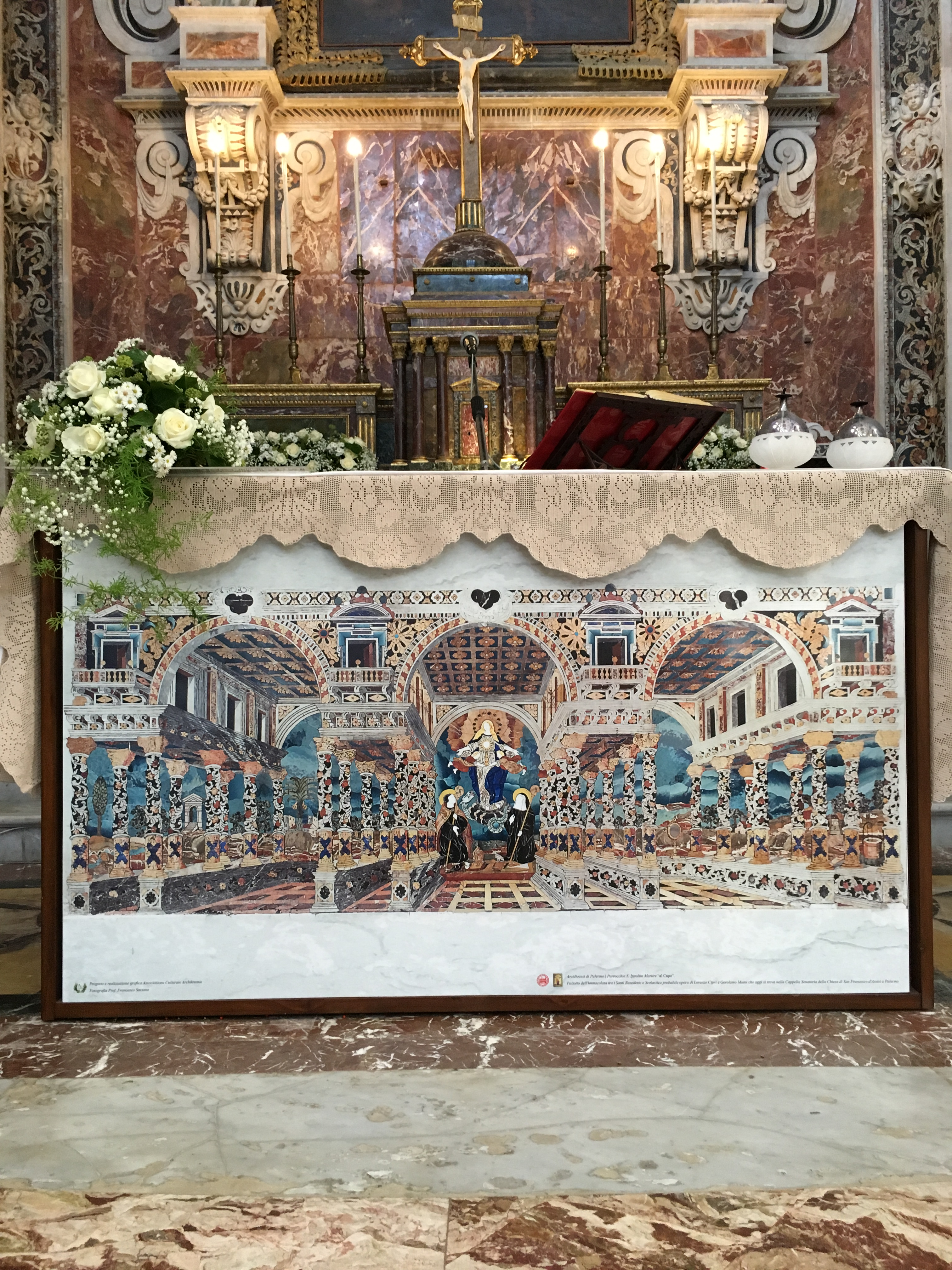
Altare maggiore
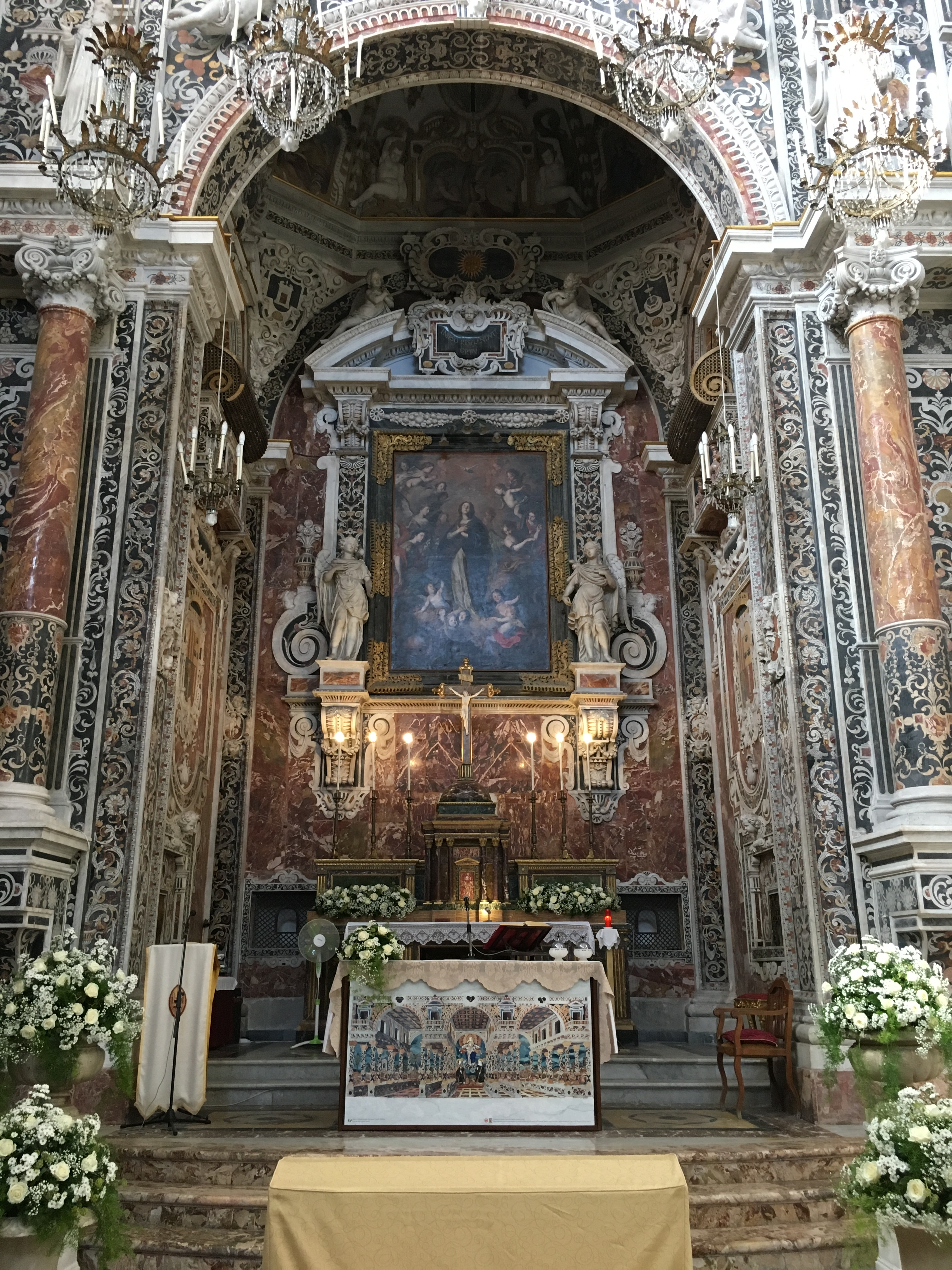
Presbiterio e altare maggiore
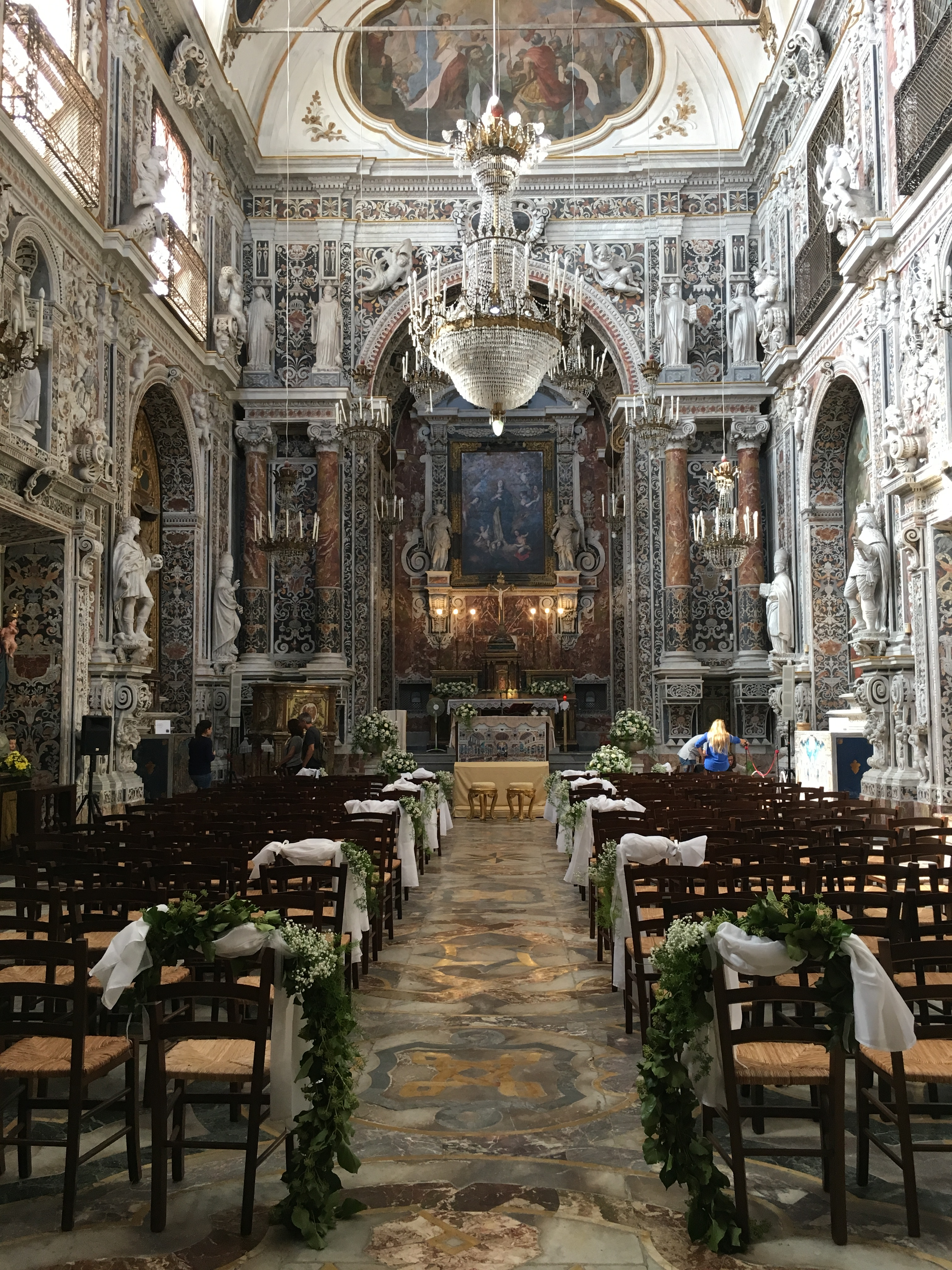
Navata
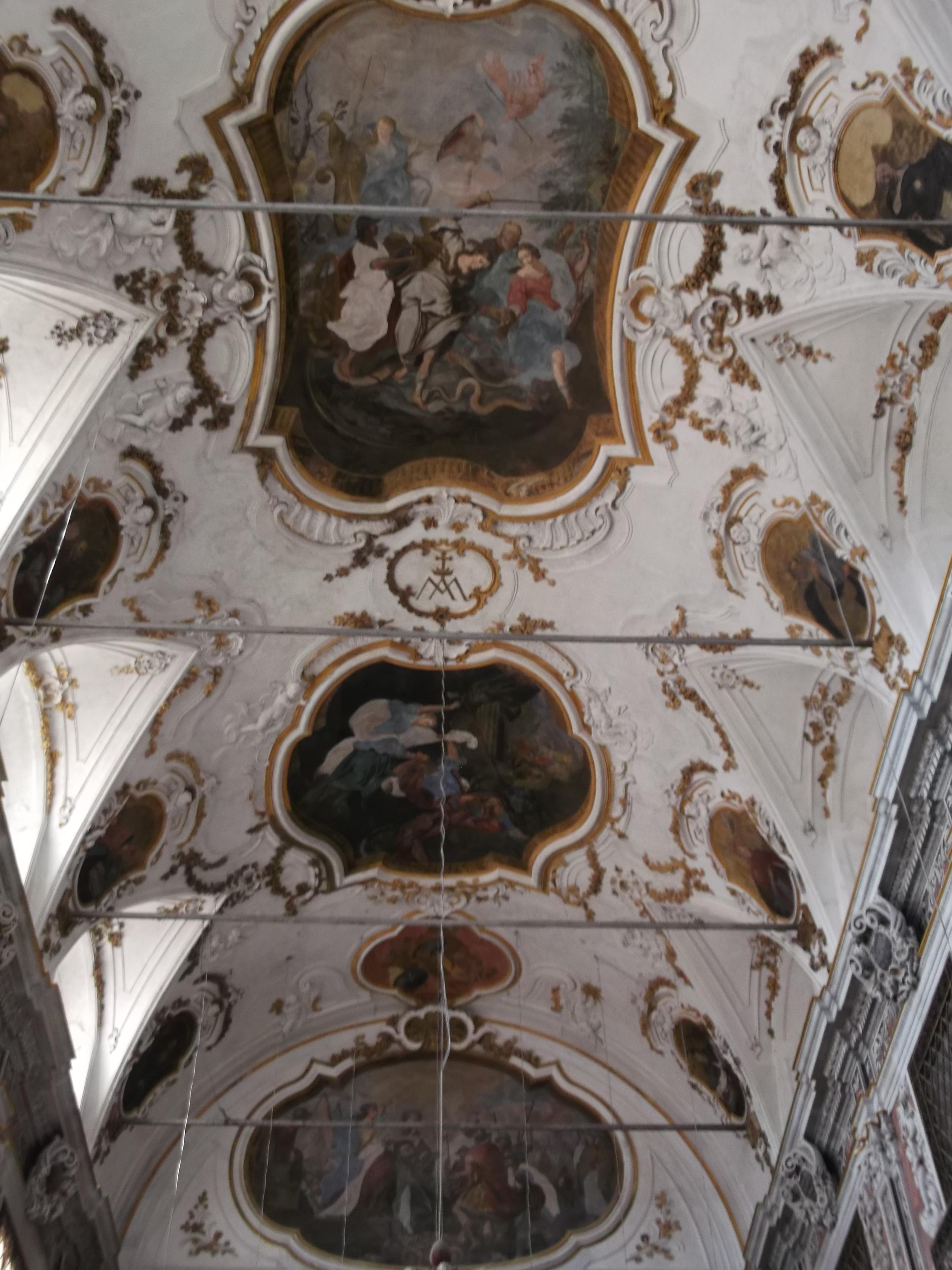
Volte della navata
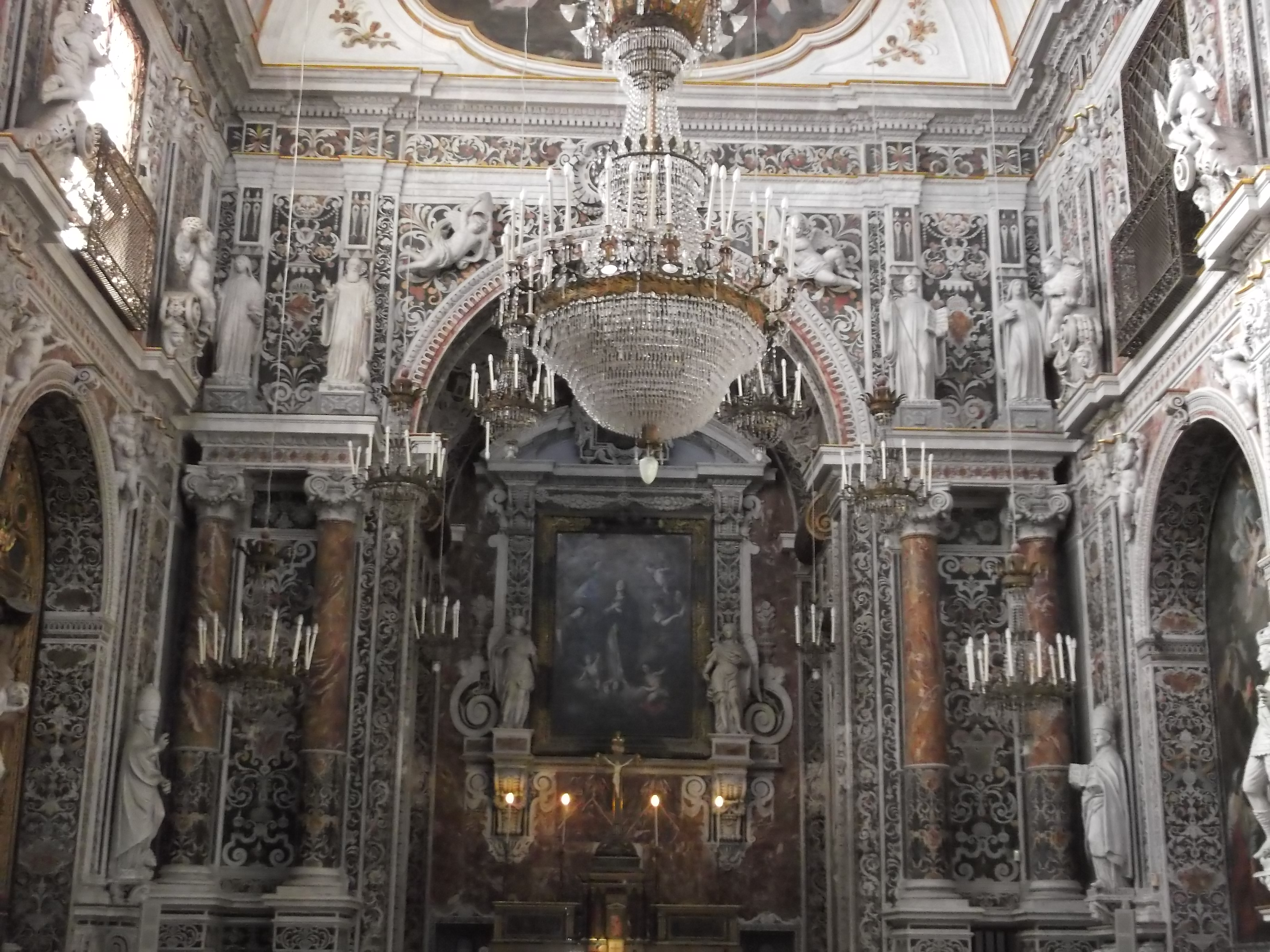
Parete absidale
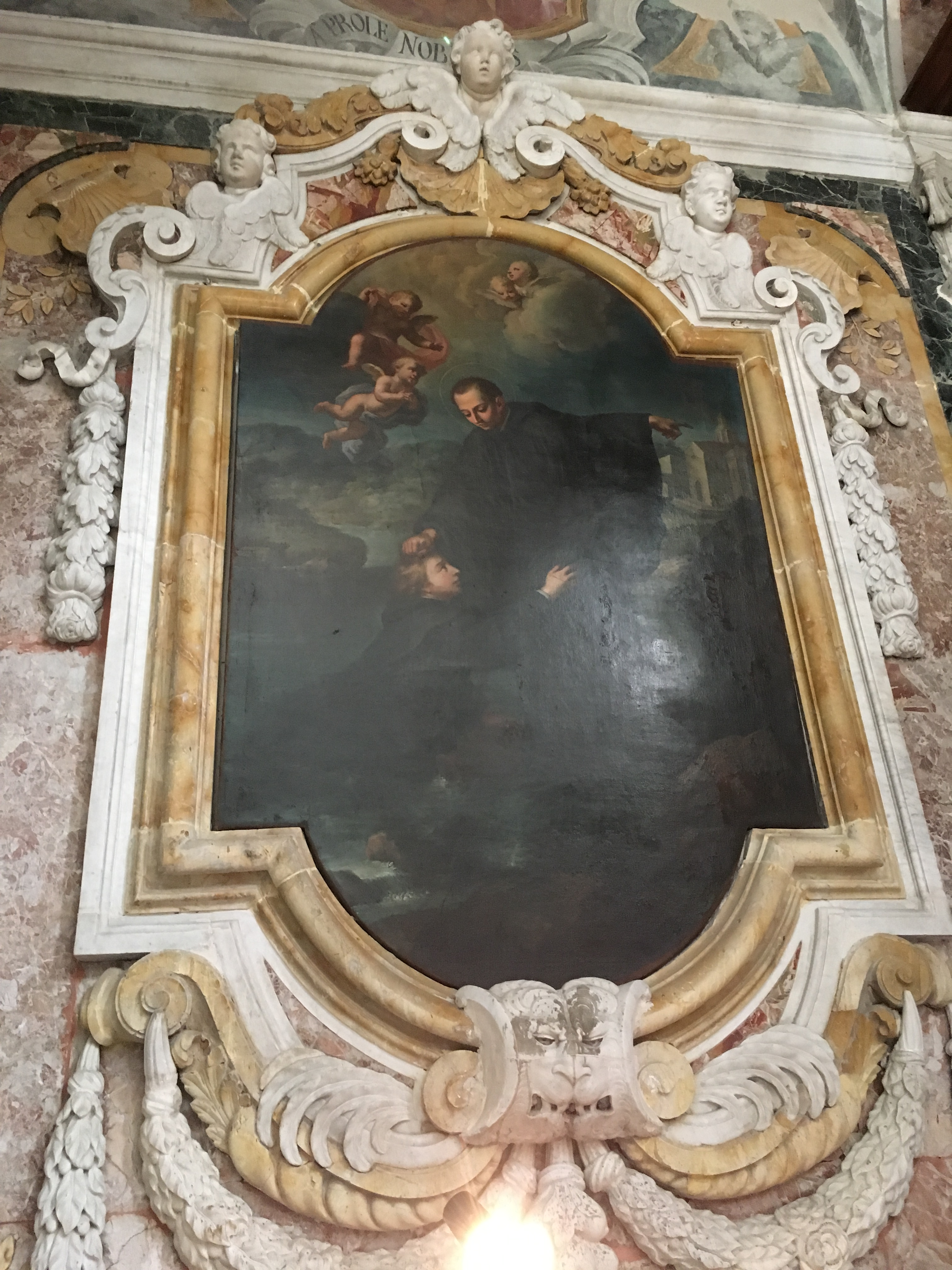
Affresco
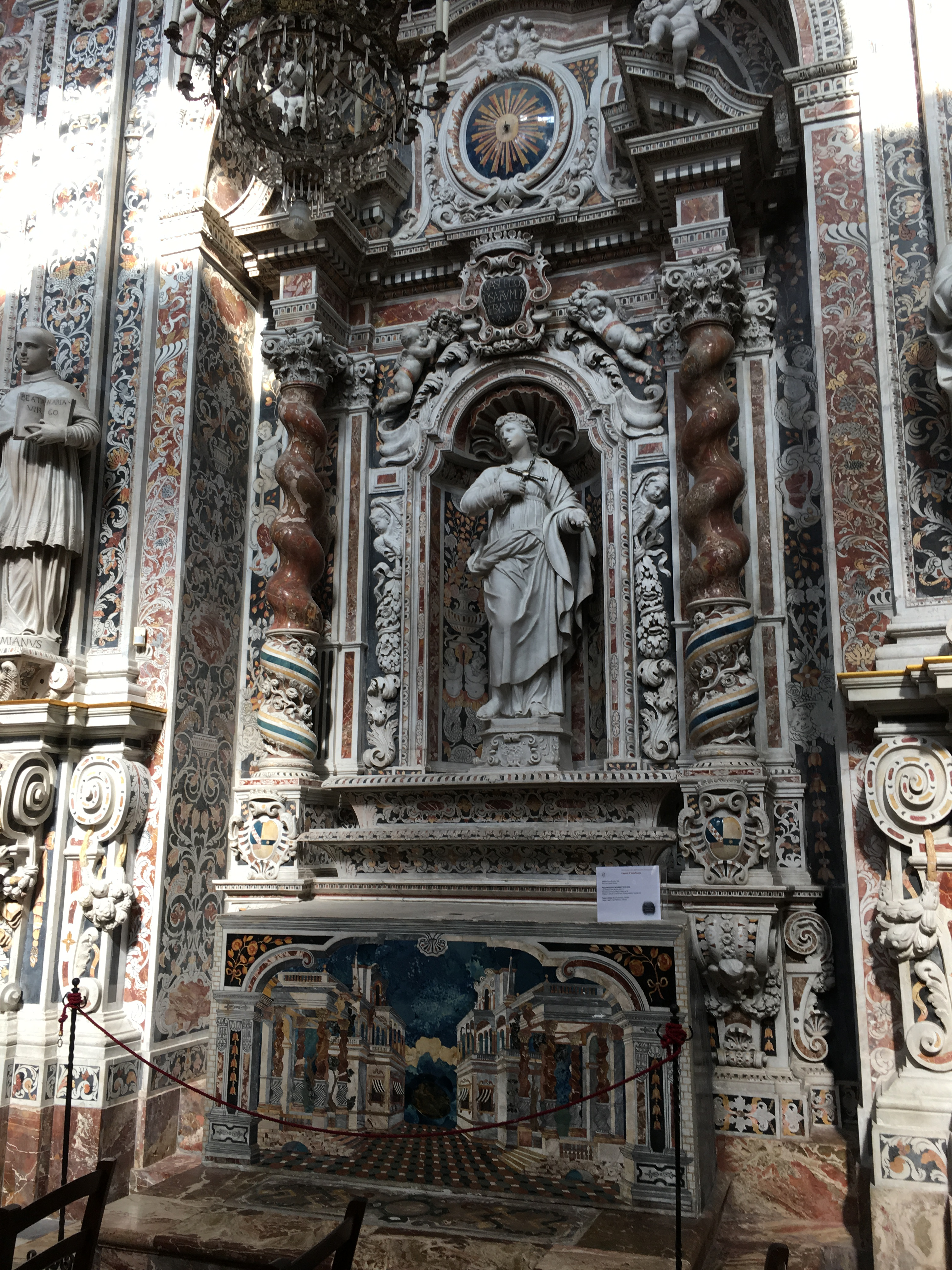
Cappella di Santa Rosalia
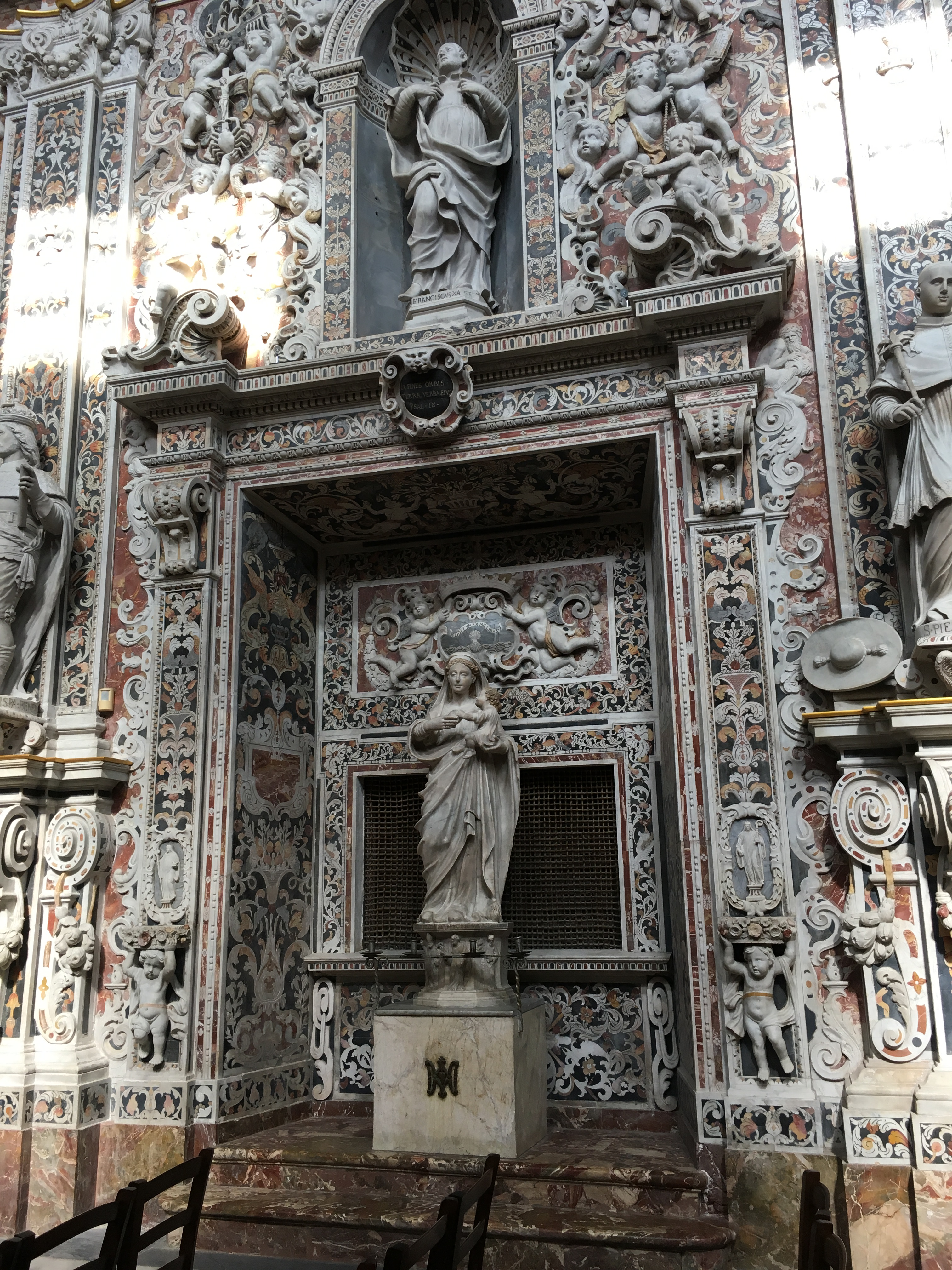
Madonna della Mercede
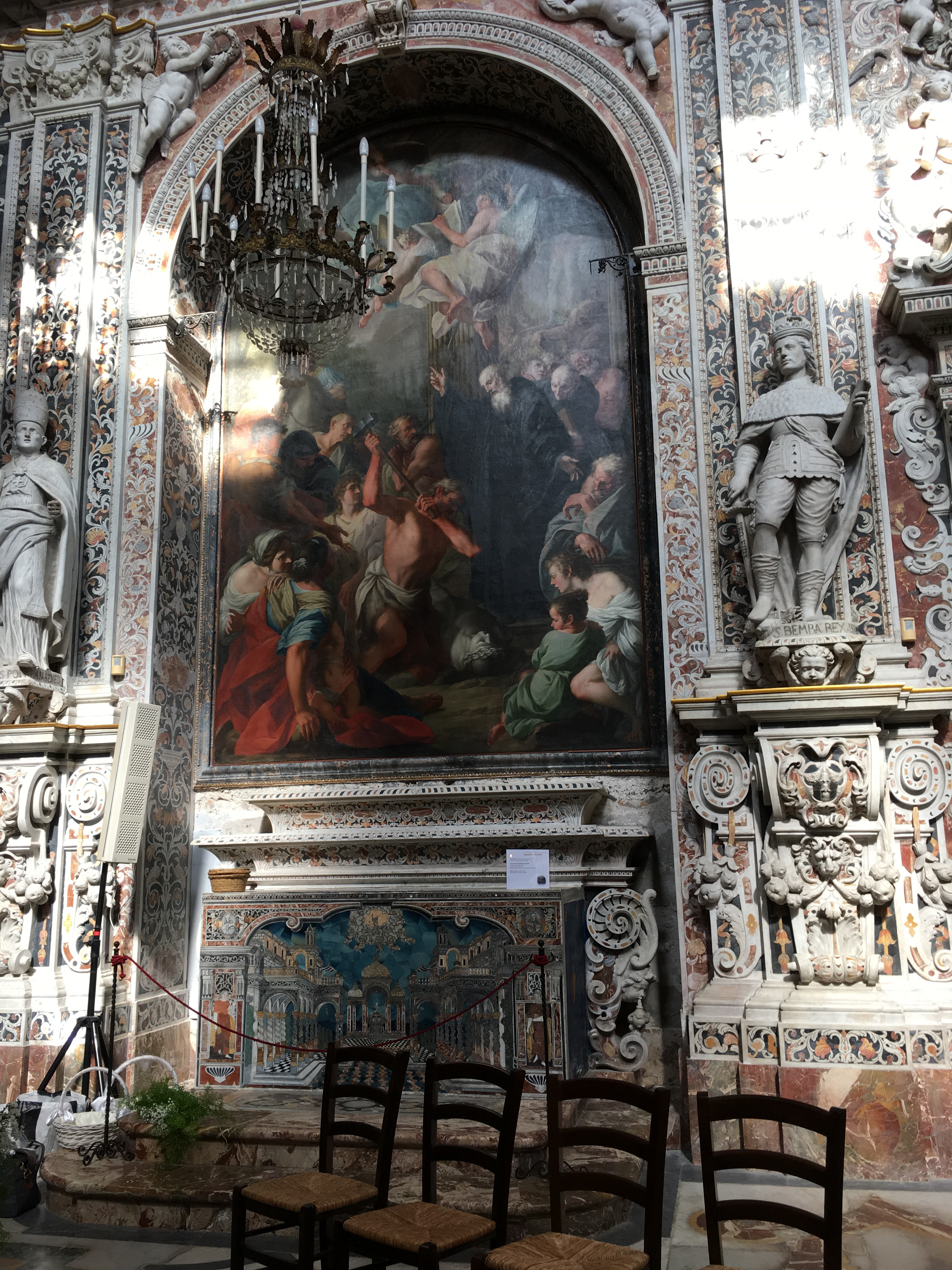
Cappella di San Benedetto
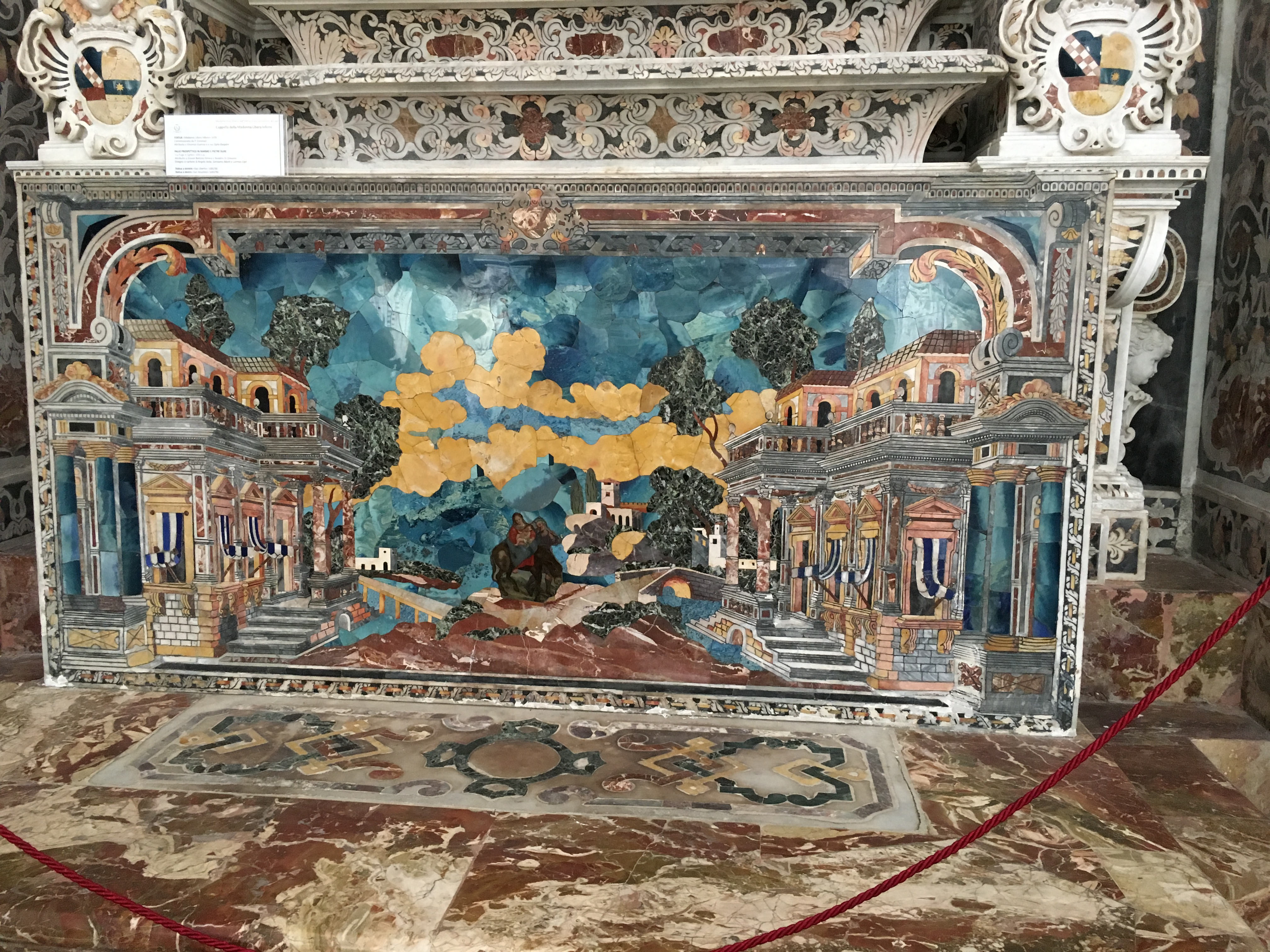
Paliotto Fuga in Egitto
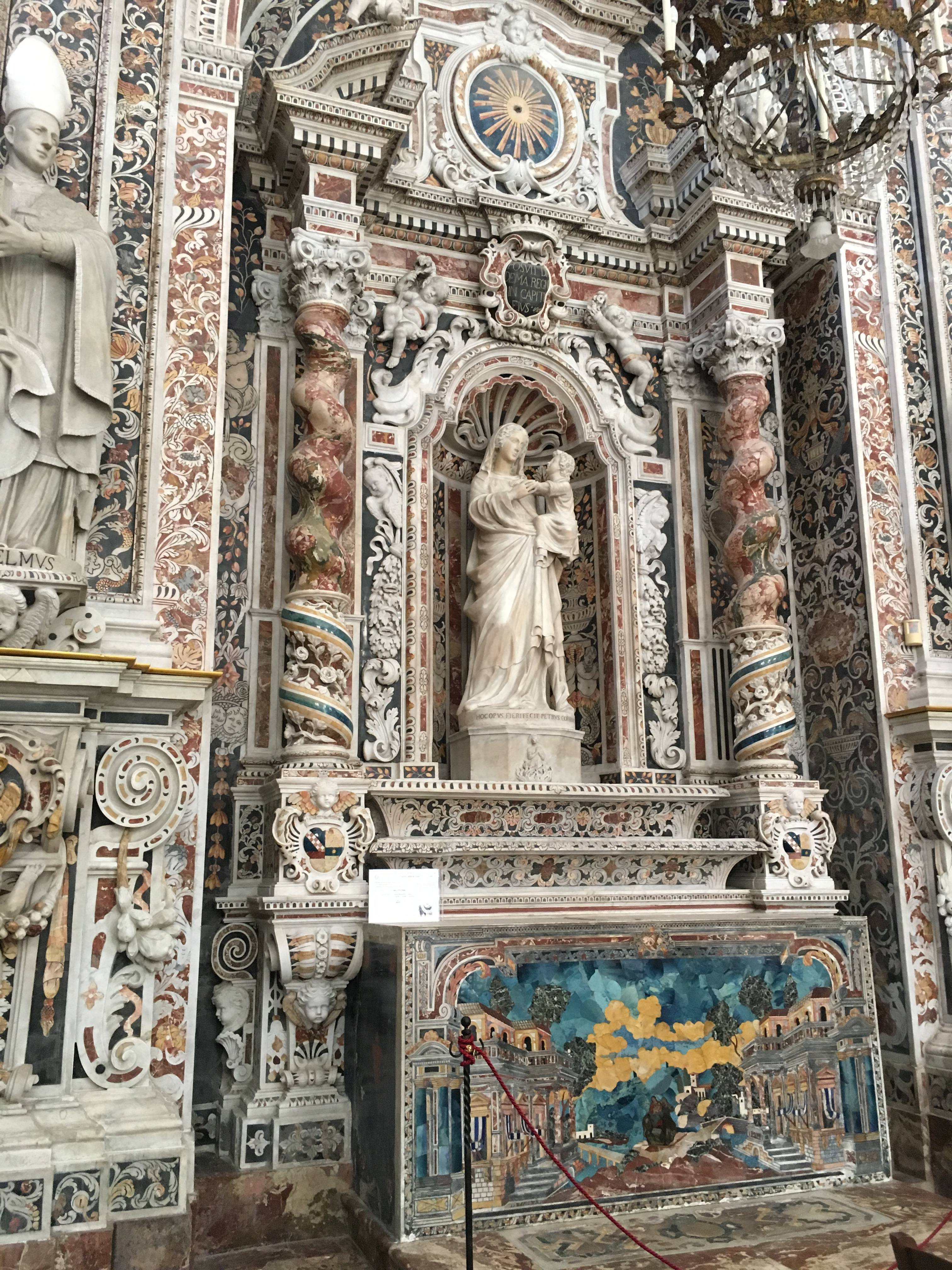
Madonna delle Grazie
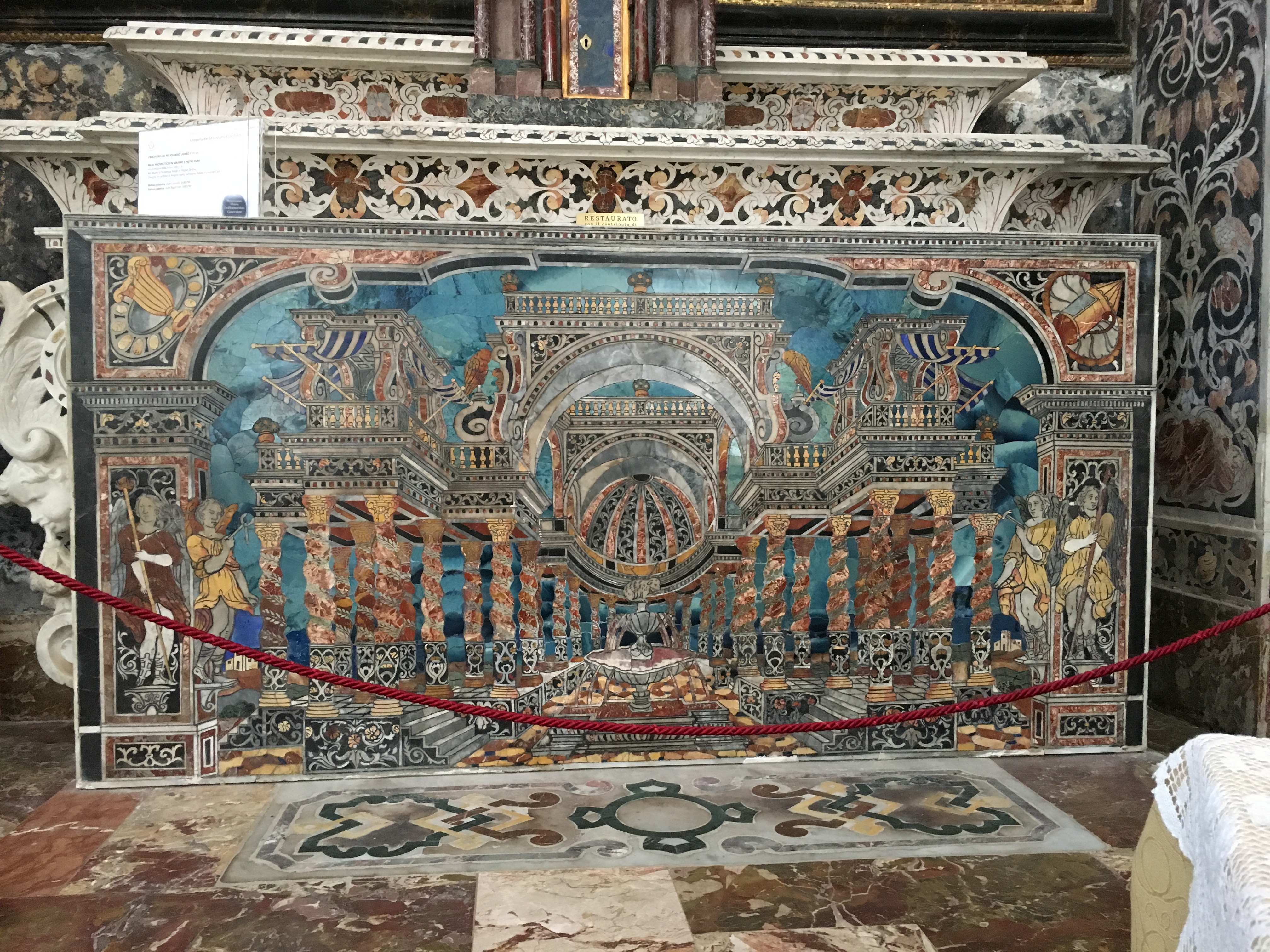
Paliotto Fonte della Vita
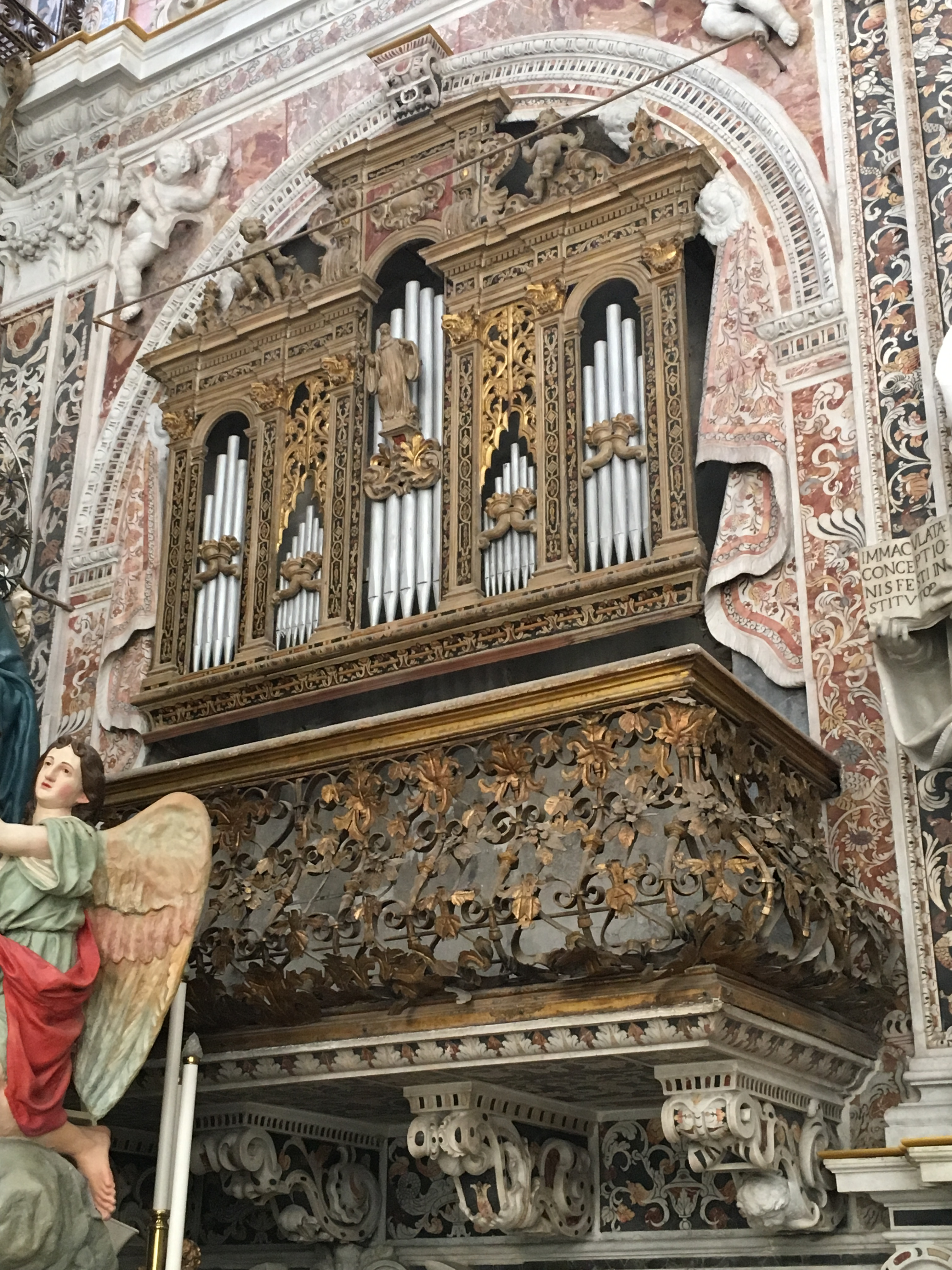
Cantoria